# Anton Filippo Adami
Anton Filippo Adami (Livorno, 1720 circa – Firenze, 1770) è stato un poligrafo italiano.
Esordì con una raccolta di poesie di altri autori; scrisse una dissertazione sulla musica e tradusse nel 1756 in versi italiani il Britannicus di Jean Racine (Firenze, 1752) e il Saggio sull'uomo di Alexander Pope (Arezzo, 1756). Sono da ricordare anche il Prospetto di una nuova compilazione della storia fiorentina (1758) e le Dissertazioni critiche (1766). Adami curò l'editio princeps della Cronica delle cose d'Italia dall'anno 1080 fino all'anno 1305 di Paolino Pieri (Roma, Monaldini, 1755).

### Opere
- 1753 – Poesie filosofiche ed eroiche
- 1754 – Poesie scelte di vario genere
- 1755 – Poesie
- 1755 – Odi panegiriche a Cesare
- 1758 – Prospetto di una nuova compilazione della storia fiorentina
- 1766 – Dissertazioni critiche
- 1767 – Saggio di prose e poesie